# Natal (Brazilië)
Natal is een gemeente en de hoofdstad van de Braziliaanse deelstaat Rio Grande do Norte. Volgens het IBGE telde de stad 885.180 inwoners in 2017, de agglomeratie telt ongeveer 1.234.819 inwoners. Zo is Natal uitgegroeid tot de 21ste grootste stad van Brazilië en blijft het inwonersaantal elk jaar stijgen. Natal ligt in het uiterste noordoosten van Zuid-Amerika, aan de Atlantische Oceaan en aan de monding van de Potengi. De stad heeft een oppervlakte van 170 km². De stad leeft voornamelijk van het toerisme, maar is tevens een belangrijk centrum voor de oliehandel.

## Geschiedenis
In 1501 landde de expeditie van Amerigo Vespucci op Kaap São Roque, 20 kilometer van het huidige Natal. Toen in de late zestiende eeuw Franse piraten zich langdurig op deze plaats gingen vestigen en handel dreven met de Indianen voelde de Portugese gouverneur zich genoodzaakt het gebied te confisqueren en in 1598 begon hij er een fort te bouwen. Een jaar later begon de bouw van een nederzetting buiten het fort: Natal. Tussen 1633 en 1654 waren het fort en de plaats Natal in Nederlandse handen. Natal groeide niet snel, daar de zandige bodem en het droge klimaat de teelt van suikerriet niet toelieten. De voornaamste bron van inkomsten vormde de veehouderij. In de negentiende en vooral de twintigste eeuw echter werd de stad een centrum van zout- en oliehandel en groeide ze aanzienlijk. Omdat de stad relatief dicht bij Afrika en Europa ligt vestigde het Amerikaanse leger er in de Tweede Wereldoorlog een basis. Sinds 1965 lanceert men er ook raketten.

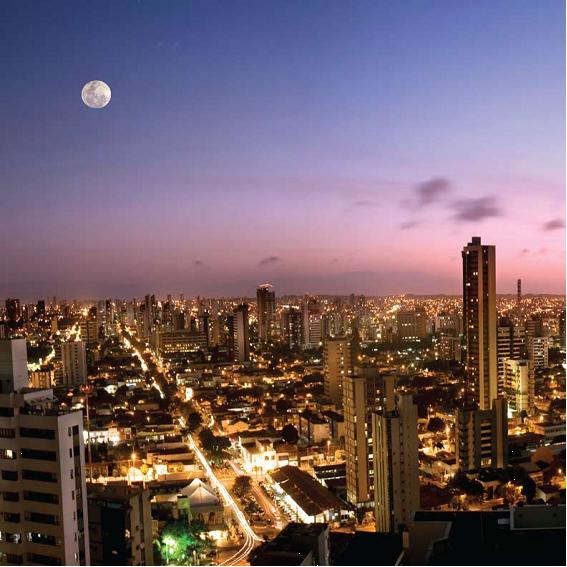
Natal, Brazilië

## Aangrenzende gemeenten
De gemeente grenst aan Extremoz, Macaíba, Parnamirim en São Gonçalo do Amarante.

## Verkeer en vervoer
De plaats ligt aan de noord-zuidlopende snelweg BR-101 tussen Touros en São José do Norte. Daarnaast ligt ze aan de wegen BR-226, BR-304, BR-406, RN-063, RN-160, RN-302, RN-303, RN-304.

## Sport
De stad heeft twee grote voetbalclubs, ABC en América. In het staatskampioenschap is ABC de absolute koploper en is zelfs recordhouder wat betreft het aantal staatstitels van geheel Brazilië. Op nationaal vlak speelden de ABC en América geregeld in de hoogste klasse tussen 1959 en 1986, toen de staten nog rechtstreekse tickets hadden voor het hoogste klasse. Nadat dit niet meer het geval was kon enkel América nog drie seizoenen op het hoogste niveau spelen. Alecrim is de derde club van de staat en speelde ook enkele jaren op het hoogste niveau. ABC en América speelden wel vele jaren in de Série B, maar zijn inmiddels wel weggezakt naar de Série C. Natal was ook gaststad van het WK 2014, waarvoor de Arena das Dunas gebouwd werd.
In de staatscompetitie speelden bijna dertig clubs uit de stad, velen slechts enkele seizoenen. Enkel Atlético, Riachuelo, Santa Cruz, Ferroviário en Força e Luz konden een aantal jaar in de hoogste klasse spelen.

## Stedenbanden
Zustersteden van Natal:
- Fortaleza, Brazilië
- Porto Alegre, Brazilië
- Guadalajara, Mexico

## Geboren in Natal
- Café Filho (1899-1970), president van Brazilië[2]
- Marinho Chagas (1952-2014), voetballer
- Robinson Faria (1959), gouverneur van Rio Grande do Norte[3]
- Renan Barão (1987), vechtsporter